# Rainer Gohde

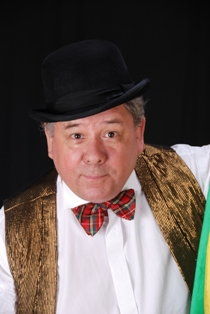
Rainer Gohde

Rainer Gohde (* 7. März 1948; †  9. April 2020 in Berlin) war ein deutscher Regisseur und Schauspieler sowie Sänger und
Chansoninterpret.

## Leben
Rainer Gohde wuchs in der  DDR auf. Er absolvierte von 1964 bis 1967 eine Berufsausbildung zum Chemielaboranten und machte dabei auch sein Abitur. Von 1969 bis 1973 studierte er Chemie an der Technischen Universität in Dresden. Danach schlug er eine künstlerische Laufbahn ein und war von 1973 bis 1975 Schauspieleleve am Stadttheater Freiberg und den Städtischen Bühnen Quedlinburg. Anschließend studierte er von 1975 bis 1978 an der Hochschule für Schauspielkunst „Ernst Busch“ in Ost-Berlin.
1978 hatte Gohde sein erstes Engagement in Frankfurt (Oder) am dortigen Kleist-Theater, wo er bis 1986 als Schauspieler arbeitete. Von 1986 bis 1991 war er freiberuflich tätig als Regisseur und Schauspieler sowie auch als Chansoninterpret und Programmgestalter. Er hatte Engagements in Berlin, Magdeburg, Frankfurt (Oder) und Brandenburg und war zudem als Schauspieldozent an der Hochschule für Schauspielkunst „Ernst Busch“ in Berlin tätig. Er erhielt mehrere Preise unter anderem 1986 den Kunstpreis für die Inszenierung „Frieden spielen“. Von 1991 bis 1998 war er als Regisseur, Schauspieler und Schauspieldirektor am damaligen Mitteldeutschen Landestheater in Wittenberg.
Neben dem Theater arbeitete er auch für Film und Fernsehen, Synchronisation und Hörspiel.
Rainer Gohde lebte seit 1990 in der Lutherstadt Wittenberg und später in Schöneiche bei Berlin.

## Regie-Arbeiten
Gohde führte bei mehr als 130 Inszenierungen Regie, wie zum Beispiel am Kleist-Theater in Frankfurt (Oder) (1978–1986): das von ihm selbst geschriebene Stück Wedekinds Tingel – Tangel, Match von Jürgen Groß, und der rumänische Einakter Das Kamel – Der Zug – Die Fußmatte – Zelluloid; an den Kammerspielen Magdeburg (1986): als Uraufführung Teufelskarl von Eliphius Paffrath; am Brandenburger Theater (1988–1989): Adam und Eva von Peter Hacks; am Berliner Stadttheater Cöpenick von Jürgen Hilbrecht (1993): als Uraufführung Der Hinterbänkler von John Stave; sowie am Mitteldeutschen Theater in Wittenberg (1991–1998): Otello darf nicht platzen! von Ken Ludwig, Amadeus von Peter Shaffer, Schillers Kabale und Liebe, Goethes Urfaust, und die Die Dreigroschenoper von Brecht/Weill. Als Regisseur und Autor für Großveranstaltungen setzte er 1993 und 1994 das erfolgreiche Spektakel „Luthers Hochzeit“ als Wittenberger Altstadtfest in Szene.
Für die Inszenierungen von Match und Das Kamel – Der Zug – Die Fußmatte – Zelluloid entwarf er auch das Bühnenbild und die Kostüme.

## Repertoire
Zu seinem Repertoire als Schauspieler und Sänger gehörten von 1976 bis 1986 mehr als 120 Rollen, wie zum Beispiel am Kleist-Theater in Frankfurt (Oder): Styles/Buntu in Sizwe Bansi ist tot von Athol Fugard, Troilus in Shakespeares Troilus und Cressida, Albertet in Der weiße Anzug von Alonso Alegría, Charly in Charlies Tante von Watson; bei einer Koproduktion mit dem DDR-Fernsehen der Laszlo im Musical Chapiteau von Putz; sowie am Mitteldeutschen Theater in Wittenberg: Dromio in Shakespeares Komödie der Irrungen, Herr Stolz in der deutschen Erstaufführung von Dialoge aus dem Käfig von Alexander Kostinskij, Tetzel in Luther oder die Nachtigall von Wittenberg von August Strindberg, Hitler in Mein Kampf von George Tabori, und der Kilt in Lofter oder das verlorene Gesicht von Günther Weisenborn.
Gohde hatte auch im Film und Fernsehen zahlreiche Rollen.